# ブリスカヴィカ
ブリスカヴィカ（ブウィスカヴィツァ, ポーランド語:Błyskawica ブウィスカヴィーツァ）は、第二次世界大戦中にポーランドのレジスタンス組織のひとつでロンドンの亡命政府の指揮下にあったポーランド国内軍（Armia Krajowa, AK）が独自に設計・製造した短機関銃である。
なお、「ブリスカヴィカ」は日本語における慣用表記で、ポーランド語としての発音は「ブウィスカヴィツァ」に近い。

## 開発
この銃は、ポーランド国内における反ナチス・ドイツのレジスタンス闘争用に設計された短機関銃である。
1943年4月に設計が開始され、同年9月に試作品が完成し量産体制が整い、ポーランド語で「稲妻」を意味する"Błyskawica"と命名された。

## 設計
イギリスのステンガンの基本構造に加えて、折りたたみ式銃床や弾倉の挿入方向などドイツのMP40も参考にして設計されている（ポーランドではステンガンのコピー生産も行われていた）。
作動機構は構造の単純なシンプル・ブローバック方式とオープン・ボルト撃発を採用しているが、ファイアリング・ピンはボルトに固定されておらず、MP40と同様に独立している。
弾丸は9x19mmパラベラム弾を採用し、弾倉はMP38/MP40のものを流用しており、ドイツ軍からの鹵獲や闇購入を前提とした装備だった。

## 実戦投入
1943年-1944年にかけて行われた嵐作戦と1944年8月1日のワルシャワ蜂起にて上記の国内軍やKeDyw（Kierownictwo Dywersjiのアクロニム。ポーランド語でDirectorate of Sabotage and Diversion）によって使用された。